# توربوو
توربوو (به لاتین: Turobów) یک منطقهٔ مسکونی در لهستان است که در Gmina Czerniewice واقع شده‌است.